# MIT Blackjack Team
Das MIT Blackjack Team war eine Gruppe von Studenten und ehemaligen Studenten des Massachusetts Institute of Technology (MIT), die Strategien entwickelten, um große Casinos bei dem Kartenspiel Black Jack unter der Verwendung ihrer Kartenzähltechniken und privat finanzierter Geldmittel zu schlagen. Das Team und seine Nachfolger betrieben diese Strategie erfolgreich von 1979 bis 1993.

## Entstehungsgeschichte
Anfänglich war das Team nicht mehr als ein Klub, dessen MIT-Mitglieder (Studenten) sich in Klassenräumen trafen, um sich zu entspannen und Karten zu spielen. Im Zuge dieser Zusammenkünfte wurde von den mathematisch orientierten Studenten die Idee geboren, Casinos bei dem Kartenspiel Blackjack unter Verwendung fortgeschrittener Kartenzähltechniken und privat finanzierter Geldmittel zu schlagen. Auch traf diese Idee durch den Reiz des schnellen Geldes und den auf Statistiken basierenden, mathematischen Systemen auf fruchtbaren Boden.
Daran interessierte „Neubewerber“ mussten bestimmte Tests absolvieren, um die besten Kandidaten auszuwählen. Ein ausgeklügeltes Netzwerk von Casino-Mock-ups entstand, welches als zukünftige Treffpunkte Wohnungen, Hallen und Klassenräume im gesamten Großraum von Boston umfasste.
Die Mitglieder kombinierten die natürlichen Vorteile der einzelnen Spieler mit einem auf Teams basierenden Ansatz von Zählern und Spielern. Dadurch wurden die Möglichkeiten maximiert und die angewendeten Wettmuster, die durch die Kartenzählsysteme entstanden, besser verborgen. Dieses ausgeklügelte System erforderte Stunden der Übung und mehrfache Wiederholungen.
Die Mitglieder des MIT-Blackjack-Teams erhielten finanzielle Unterstützung von anonymen Investoren und gründeten ein Unternehmen namens Strategic Investments. Gestärkt durch dieses Unternehmen, konnten sie ihre Theorien mit einem größeren finanziellen Aufwand testen, als einem normalen Spieler zur Verfügung stand. Durch diese Taktik profitierte am Ende jeder der Betroffenen. Durch die Teamkombination war es den Casinobetreibern nur schwer möglich, das angewendete System zu durchschauen. Wurden jedoch trotzdem MIT-Spieler identifiziert und gesperrt, wurden diese durch frisch ausgebildete MIT-Studenten ersetzt.

## Organisation und Aufbau
Anfang 1979 leitete einer der Gründer des MIT Teams, J.P. Massar, einen Lehrgang namens „How to Gamble if You Must“, welcher an der MIT offiziell unterrichtet wurde. Teilweise handelte es sich hierbei um die Kartenzähltechnik beim Blackjack. Massar versuchte bereits zu diesem Zeitpunkt, ein erfolgreiches MIT-Team aufzustellen, was jedoch scheiterte.
Im Mai 1980 trafen sich J.P. Massar und Bill Kaplan in Cambridge. Kaplan, der bereits über drei Jahre erfolgreiche Blackjack-Teams in Las Vegas gegründet hatte, war jedoch die Lust am Spielerparadies in den USA vergangen, weswegen dieser seine Fähigkeiten in Europa unter Beweis stellen wollte. Massar bat Kaplan ihn nach Atlantic City zu begleiten, um sein Team zu beobachten und dessen Fehler aufzuzeigen. Kaplan erkannte dabei, dass das Team von Massar grundlegende Fehler beging. Vor allem verwendeten die Teammitglieder unterschiedliche Arten des Kartenzählens.
Kaplan stimmte einer Teambildung unter bestimmten Voraussetzungen zu. Voraussetzungen waren die Beachtung von generellen Prozeduren, die Befolgung eines bestimmten Kartenzähl- und Einsatzsystems, ein striktes Training, eine genaueste Prüfung neuer Spieler und die Auflistung aller Umsätze innerhalb der Casinos im Detail.
Am 1. August 1980 begann das neue MIT-Blackjack-Team mit dem Spielen. Zu Beginn wurde ein Investment in Höhe von 89.000 $ und zehn Spieler festgesetzt, wobei Kaplan und Massar dem Team angehörten. Innerhalb von nur zehn Wochen wurde der anfängliche Starteinsatz mehr als verdoppelt. Der Verdienst der Spieler betrug stündlich im Durchschnitt 80 $. Eine jährliche Verzinsung für die Investoren betrug knapp 250 %.
Kaplan musste seine Aktivitäten innerhalb des Teams im Jahr 1984 beenden, da er bereits weitläufig dem Casino-Personal bekannt war und dadurch leicht entdeckt wurde. Das MIT-Team spielte jedoch mit über 70 Mitgliedern bis zum Jahr 1989 weiter. Nach und nach verlor das Team jedoch die Lust am Spielen. Kaplan strukturierte das Team neu und nannte es nun „Strategic Investments“.

### Ende und Auflösung
Zwischen Mitte 1992 und Dezember 1993 spielte Strategic Investments innerhalb der meisten Casinos der USA und Kanada. Doch die Casinos hatten inzwischen reagiert und die meisten Mitglieder des Teams mit Spielverboten belegt. Das Anwerben von immer neuen Spielern war auf Dauer ein grundsätzliches Problem. Auch erschienen gleichzeitig Investments in die hoch lukrative Immobilienbranche wesentlich interessanter.
Am 31. Dezember 1993 löste sich der Nachfolger des MIT-Blackjack-Teams auf.

## Die Kartenzähltechnik
Die High-Low-Strategie ist eine der profitabelsten und einfachsten Wege, Karten zu zählen. Das System ist dem Grunde nach eine Running-Count-Technik, in der jede Karte einen bestimmten Wert aufweist. Das System wird dazu verwendet, ein unausgewogenes Verhältnis von Karten mit hohem Wert und Karten mit geringem Wert zu kennzeichnen.
Zehner und Asse, Karten mit hohem Wert, erhöhen nicht nur die Chance, dass ein Black Jack ausgegeben wird, sondern erhöhen auch die Chance auf Hände, die mindestens 20 wert sind. Ein Deck, das viele hohe Karten enthält, bringt dem Spieler eine sehr profitable Situation, denn es erhöht die Chance, dass der Croupier (Dealer, Bankhalter) verliert.
In einer Situation, in der die Mehrheit der Karten von geringem Wert überwiegt (Karten mit Wert von 2 bis 6), hat der Croupier gegenüber dem Spieler einen wesentlichen Vorteil. Wenn im Deck mehr niedrige Karten vorhanden sind, ist die Chance, dass der Croupier beim Ziehen einer neuen Karte auf einer harten Hand (12 bis 16) verliert, sehr viel geringer. Befinden sich mehr hohe Karten im Deck, ist die Chance, dass der Croupier hier verliert, wesentlich größer.

### Gegenmaßnahmen
Seit den frühen 1960er Jahren gibt es Kartenzählsysteme. Seither versuchen die Mitarbeiter und Betreiber von Casinos, diese Aktivitäten zu unterbinden. Einige dieser Versuche sind die Cutting Card (eine Karte, nach der aufgehört wird, mit dem aktuellen Deck zu spielen, so dass niemals das ganze Deck durchgespielt wird), der Einsatz mehrerer Decks oder eigene Kartenzähler.

## Filme
- The Last Casino (Kanada 2004) Regie: Pierre Gill – Ein Universitätsprofessor bringt Studenten das Kartenzählen bei, um in Casinos das große Geld zu machen.
- 21 (USA 2008) Regie: Robert Luketic – Der Film basiert auf den Aktivitäten eines der verschiedenen MIT-Blackjack-Teams.